# Dirka po Franciji 1912
Dirka po Franciji 1912 je bila 10. jubilejna dirka po Franciji, ki je potekala od 30. junija do 28. julija 1912. Sestavljena je bila iz petnajstih etap s skupno dolžino trase 5.289 km, povprečna hitrost zmagovalca pa je bila 27,763 km/h.
Pred samo dirko je kolesarsko moštvo Alcyona najelo belgijskega kolesarja Odila Defrayeja, ki je pred tem zmagal na štirih etapah dirke po Belgiji, da bi pomagal Gustavu Garrigouju pri osvojitvi druge zaporedne zmage na Touru. Ob razvoju dirke se je pokazalo, da je Defraye močnejši, postal je vodja ekipe ter na koncu ob treh etapnih zmagah zmagal tudi v skupni razvrstitvi. Garrigou se je moral zadovoljiti s skupnim tretjim mestom. Drugi je bil Eugène Christophe z osvojenimi tremi etapnimi zmagami.
Ekipno zmago je doseglo kolesarsko moštvo Alcyon.

## Pregled
| Kategorije                          | Podatki       |
| ----------------------------------- | ------------- |
| Začetek-konec                       | Pariz - Pariz |
| Dolžina (km)                        | 5.289         |
| Število etap                        | 15            |
| Povprečna hitrost zmagovalca (km/h) | 27,763        |
| Kolesarjev                          | 131           |
| Tekmo končalo                       | 41            |

| Etapa | Datum     | Start in cilj                      | Dolžina | Etapni zmagovalec  | Čas         | Vodeči             |
| ----- | --------- | ---------------------------------- | ------- | ------------------ | ----------- | ------------------ |
| 1     | 30. junij | Pariz - Dunkerque                  | 351 km  | Charles Crupelandt | 11h 39' 37" | Charles Crupelandt |
| 2     | 2. julij  | Dunkerque - Longwy                 | 388 km  | Odile Defraye      | 13h 01' 08" | Vicenzo Borgarello |
| 3     | 4. julij  | Longwy - Belfort                   | 331 km  | Eugène Christophe  | 11h 04' 54" | Odile Defraye      |
| 4     | 6. julij  | Belfort - Chamonix                 | 344 km  | Eugène Christophe  | 12h 04' 17" | Odile Defraye      |
| 5     | 8. julij  | Chamonix - Grenoble                | 366 km  | Eugène Christophe  | 13h 40' 23" | Odile Defraye      |
| 6     | 10. julij | Grenoble - Nica                    | 323 km  | Octave Lapize      | 12h 09' 27" | Odile Defraye      |
| 7     | 12. julij | Nica - Marseille                   | 334 km  | Odile Defraye      | 12h 06' 00" | Odile Defraye      |
| 8     | 14. julij | Marseille - Perpignan              | 335 km  | Vicenzo Borgarello | 12h 47' 57" | Odile Defraye      |
| 9     | 16. julij | Perpignan - Luchon                 | 289 km  | Odile Defraye      | 10h 24' 57" | Odile Defraye      |
| 10    | 18. julij | Luchon - Bayonne                   | 326 km  | Louis Mottiat      | 14h 19' 15" | Odile Defraye      |
| 11    | 20. julij | Bayonne - La Rochelle              | 379 km  | Jean Alavoine      | 13h 11' 00" | Odile Defraye      |
| 12    | 22. julij | La Rochelle - Brest                | 470 km  | Louis Heusghem     | 16h 07' 39" | Odile Defraye      |
| 13    | 24. julij | Brest - Cherbourg                  | 405 km  | Jean Alavoine      | 14h 45' 16" | Odile Defraye      |
| 14    | 26. julij | Cherbourg - Le Havre               | 361 km  | Vicenzo Borgarello | 12h 32' 01" | Odile Defraye      |
| 15    | 28. julij | Le Havre - Pariz, Parc des Princes | 317 km  | Jean Alavoine      | 10h 55' 51" | Odile Defraye      |